# 胡霜红
胡霜红（1961年—），台湾台南人，汉族，中华人民共和国政治人物、第十二届全国人民代表大会湖北地区代表。
毕业于湖北省中医学院中医专业。加入台湾民主自治同盟。2013年，担任全国人大代表。